# Spitjenkovos flygplats
 Spitjenkovos flygplats (IATA:NOZ) utanför Novokuznetsk i Ryssland är den modernaste flygplatsen i landet och den största i Novokuznetsk-området.

## Flygplatskoder
- IATA: NOZ
- ICAO: UNWW

## Flygbolag
- Atlant-Sojuz Airlines
- Aerokuzbass
- S7 Airlines
- Ural Airlines
- Weltall-Avia
- Yamal Airlines
- Zapolyarye Airlines

## Destinationer

### Inrikes
- Anapa
- Krasnodar
- Moskva (DME, VKO)
- Omsk
- Tomsk
- Vladivostok
- Sotji
- Sankt Petersburg